# Tachymarptis
A Tachymarptis a madarak (Aves) osztályának sarlósfecske-alakúak (Apodiformes) rendjébe, ezen belül a  sarlósfecskefélék (Apodidae) családjába tartozó nem.

## Rendszerezésük
A nemet Austin Roberts dél-afrikai ornitológus írta le 1922-ben, az alábbi 1 vagy 2 faj tartozik ide:
- pikkelyes sarlósfecske (Tachymarptis aequatorialis)
- havasi sarlósfecske (Tachymarptis melba)